# Kijewo Szlacheckie
Kijewo Szlacheckie – wieś w Polsce położona w województwie kujawsko-pomorskim, w powiecie chełmińskim, w gminie Kijewo Królewskie.

## Podział administracyjny
W latach 1939–1945 położona była w okręgu Rzeszy Gdańsk-Prusy Zachodnie, w rejencji bydgoskiej (Regierungsbezirk Bromberg), w powiecie Chełmno (Kreis Kulm).
W latach 1975–1998 miejscowość administracyjnie należała do województwa toruńskiego.

## Demografia
Według Narodowego Spisu Powszechnego z marca 2011 roku wieś liczyła 241 mieszkańców. Jest ósmą co do wielkości miejscowością w gminie.

## Historia
W latach 1939 - 1942 nazwą wsi było Könglich, lecz po przeprowadzonej zamianie nazw miejscowości w Okręgu Rzeszy Gdańsk-Prusy Zachodnie, w latach 1942 - 1945 nazywała się Schonenfelde. Pod okupacją niemiecką miejscowość ta posiadała statu majątek.

## Zabytki
Według rejestru zabytków NID na listę zabytków wpisany jest zespół pałacowy z początku XX w., nr rej.: A/175 z 16.05.1990, złożony z:
- piętrowego pałacu z 1908 roku, wybudowanego na nieregularnym planie; w narożniku na lewo od głównego wejścia znajduje się trzykondygnacyjna wieża z czterema okrągłymi wykuszami w narożnikach ostatniej kondygnacji, zwieńczona dachem namiotowym z lukarnami na każdej połaci oraz latarnią[7];
- parku z początku XX wieku;
- młyna z około 1910 roku.